# Юлія Дзерович
Джуліана Рома «Джулі» Дзерович MP (Juliana Roma «Julie» Dzerowicz [ˈdzɛrəwɪts]) — канадійська політикиня українського походження. Член Ліберальної партії, з моменту її першого обрання в 2015 році вона представляла Девенпорта в Торонто в Палаті громад Канади, а потім була переобрана в 2019 і 2021 роках.

## Освіта
Дзерович закінчила університет Макгілла зі ступенем бакалаврки комерції. Свій останній семестр вона закінчила в Institut Commercial de Nancy у Франції. Вона активно працювала на керівних посадах у McGill і була віце-президенткою Студентського товариства університету McGill. Вона отримала нагороду «Червоний ключик», яку присуджують «студентам/студенткам, які продемонстрували безсумнівні лідерські якості, безкорисливість і наполегливість своїм видатним внеском у спільноту McGill». Отримавши ступінь магістерки ділового адміністрування в Університеті Британської Колумбії (UBC), де вона працювала в Сенаті UBC, Дзерович закінчила навчання в Лондонській школі бізнесу.

## Кар'єра

### До 2015 року
У 2007 році Джерович стала співзасновницею екологічної благодійної організації під назвою Project Neutral. Вона також була членом правління JUMP Math, некомерційної програми з математики.
До свого обрання Джерович працювала директоркою зі стратегічного планування та комунікації в Банку Монреаля, старшою політичною співробітницею колишнього міністра кабінету міністрів провінції Джеррі Філліпса, віце-головою Комітету платформи Ліберальної партії в Онтаріо, і в біотехнології.

### Як народна депутатка
Після тривалого процесу висунення в 2015 році Дзерович успішно домоглася свого закріплення як кандидатки від Ліберальної партії Канади в верхах Девенпорта. У жовтні 2015 року вона стала першою жінкою-членом парламенту від Давенпорта.
У 2017 році Джерович висміяли за пост про солідарність ЛГБТК, де вона забула додатиназву своєї верхової їзди.
У лютому 2021 року Дзерович внесла до Палати громад Канади законопроект C-273 від себе. Проєкт закону закликав міністра фінансів розробити національну стратегію для гарантованого базового доходу.
У червні 2021 року Джерович запропонувала виборцям поставити їй запитання через веб-сайт для обговорень Reddit. Під час онлайн-розмови її критикували за те, що вона неправильно заявила в Twitter, що страйк у порту Монреаля у 2020 році тривав 2,5 роки, а також за інший твіт, у якому The Hill Times заявила, що вона висміювала виборця, який запитував про юридичну боротьбу канадського уряду з тими, хто пережив Канадську шкільну систему інтернатного типу. Заклики Джерович до збільшення фінансування доступного житла та універсального базового доходу сприйняли більш краще. Дзерович не змогла відповісти на запитання про оптові тарифи на інтернет Канадської комісії з радіотелебачення та телекомунікацій або про зміну політики уряду від виборчої реформи.
Після федеральних виборів у Канаді 2021 року Дзерович була переобрана представляти Девенпорт. Алехандра Браво з НДП вимагала зробити перерахунок голосів, оскільки Дзерович перемогла перевагою в 76 голосів.
У грудні 2021 року Дзерович, виконуючи обов'язки голови комісії ліберальної імміграції, відповіла на критику з боку своєї власної партії щодо затримок із розглядом заяв на імміграцію, заявивши, що потрібно зробити роботу та зобов'язалася покращити ситуацію в майбутньому.